# تکیه کازرونی
تکیه کازرونی مربوط به دوره قاجار است و در اصفهان، تخت فولاد، خیابان فیض، کوچه بابا رکن الدین واقع شده و این اثر در تاریخ ۱۰ خرداد ۱۳۸۲ با شمارهٔ ثبت ۹۰۵۸ به‌عنوان یکی از آثار ملی ایران به ثبت رسیده است.
از علما و مشاهیر مدفون در تکیه کازرونی می‌توان به سید محمدباقر درچه‌ای و سید مهدی درچه‌ای در بقعه هشت ضلعی وسط حیات تکیه اشاره کرد.